# Daniela Katzenberger
Pour les articles homonymes, voir Katzenberger.
Daniela Denise Katzenberger (prononciation en allemand standard : [daˈni̯eːlaː dəˈniːz ˈkat͡sn̩ˌbɛʁɡɐ]), née le 1er octobre 1986 à Ludwigshafen-sur-le-Rhin (Rhénanie-Palatinat), est actrice de télévision, chanteuse, mannequin et écrivaine allemande, qui s'est d'abord fait connaître par sa participation dans des émissions de téléréalité.

## Biographie

### Jeunesse
Daniela Denise Katzenberger naît le 1er octobre 1986 à Ludwigshafen-sur-le-Rhin, dans l'Ouest de l'Allemagne. Fille d'Iris Klein (de) et de Jürgen Katzenberger, elle grandit avec son frère Tobias, de 14 mois son aîné, et sa demi-sœur Jennifer Frankhauser (de). Ses parents divorcent en 1990. Dans son autobiographie Sei schlau, stell dich dumm, Katzenberger écrit que son père a été violent avec sa mère, qui a trouvé secours dans refuge pour femmes battues. Katzenberger aurait perdu tout contact avec son père.
Sa mère Klein a également participé à plusieurs émissions de téléréalité, tandis que Jennifer Frankhauser apparaît aux côtés de Katzenberger dans plusieurs émissions télévisées, notamment des feuilletons. Son beau-père Peter Klein est candidat au casting allemand de l'émission de télécrochet X Factor (de). Dès son adolescence, Daniela s'intéresse à la mode et aux soins de beauté.
Katzenberger obtient son certificat d'études secondaires à la Kopernikus-Realschule de Ludwigshafen en 2002, puis elle suit dès 2004 une formation publique d'esthéticienne dans une école professionnelle spécialisée à Mannheim, qu'elle achève en août 2007. Avant de devenir célèbre, elle travaille comme serveuse dans le bistrot de sa mère et démarre en parallèle sa carrière de mannequin en posant nue, notamment pour le calendrier D&W 2009 et dans le journal Bild, où elle apparaît en première de couverture le 1er mars 2008.

### Carrière à la télévision
Après s'être inscrite sur le site Internet d'une agence de casting, Daniela Katzenberger apparaît dans diverses émissions de téléréalité et dans des feuilletons-reportage : l'émission Auf und davon – Mein Auslandstagebuch (de) diffusée sur Vox en 2009 montre son voyage à Los Angeles, où elle essaye en vain de convaincre Hugh Hefner de la faire figurer dans le magazine érotique Playboy ; elle tente également d'obtenir un stage au sein de la chaîne de restauration américaine Hooters, en vain. À partir de janvier 2010, elle apparaît dans le feuilleton-reportage Goodbye Deutschland! Die Auswanderer (de) diffusé sur la même chaîne, où on la voit rénover le Café Ketznberger à Santa Ponsa (en) de Majorque avec le gastronome leipzigois Martin Koslik ; le café ouvre le 6 juin 2010. Katzenberger quitte l'entreprise en mai 2017. Dès septembre 2010, elle joue dans sa propre émission intitulée Daniela Katzenberger – natürlich blond (de) sur Vox ; dans la deuxième saison de l'émission, elle lance un casting baptisé Katze sucht Katze avec Constanze Rick (de) et le producteur Bernd Schumacher (de) afin de rechercher une candidate prête à figurer à ses côtés à la téléivison,,. En outre, elle joue un rôle secondaire dans l'épisode Hundstage de la série Alerte Cobra diffusé pour la première fois le 22 mars 2012.
En avril 2014, Katzenberger interprète le rôle principal de Miri Marxer dans le téléfilm criminel Frauchen und die Deiwelsmilch (de) diffusé sur ARD ; son rôle prévu en dialecte palatin a finalement été interprété en allemand standard,. Sa prestation reçoit des critiques positives : ainsi, le Spiegel affirme que « le fait que la bimbo professionnelle Daniela Katzenberger assure avec brio le rôle principal, clé de voûte de ce polar régional, est aussi surprenant que réjouissant », tandis que la Neue Osnabrücker Zeitung qualifie le film de « projet extraordinaire, en ce qu'il laisse une excellente impression au téléspectateur ». T-Online souligne que la performance de Katzenberger a dépassé les espérances des téléspectateurs. À l'automne 2015, Katzenberger est recrutée par la chaîne RTLZWEI ; ses prestations sont gérées par les sociétés Endemol Deutschland (de) et Picture Puzzle Medien GmbH & Co. KG. En 2017, elle y présente deux programmes : aux côtés d'Eric Schroth (de), elle accompagne des couples de fiancés dans l'organisation de leur mariage de rêve pour un budget de 3 999 euros chacun, tandis que dans l'émission 3 Boxen – dein Style, diffusée en deuxième partie de soirée, elle accompagne des femmes dans leur relookage.
Au fil de sa carrière, Katzenberger a rédigé plusieurs livres. Le 14 octobre 2011 sort son premier ouvrage, une autobiographie sous le titre Sei schlau, stell dich dumm (« Sois intelligente, rends-toi bête ! »), qu'elle présente à la Foire du livre de Francfort. L'ouvrage devient un succès d'édition et atteint la première place dans la liste des livres de poches les plus vendus dressée par le magazine Der Spiegel.

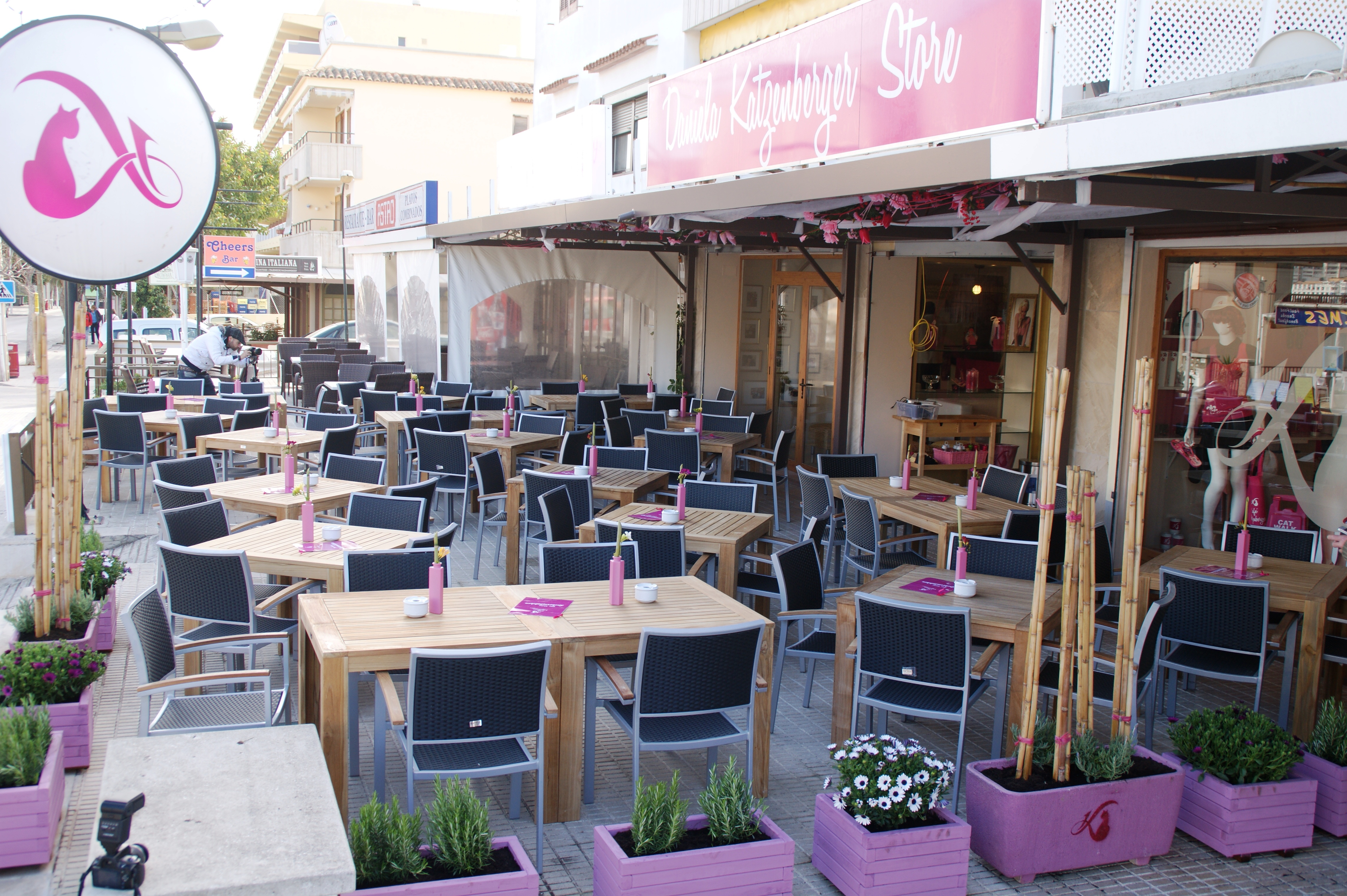
La terrasse du Café Katzenberger et du Daniela Katzenberger Store à Santa Ponsa (en).
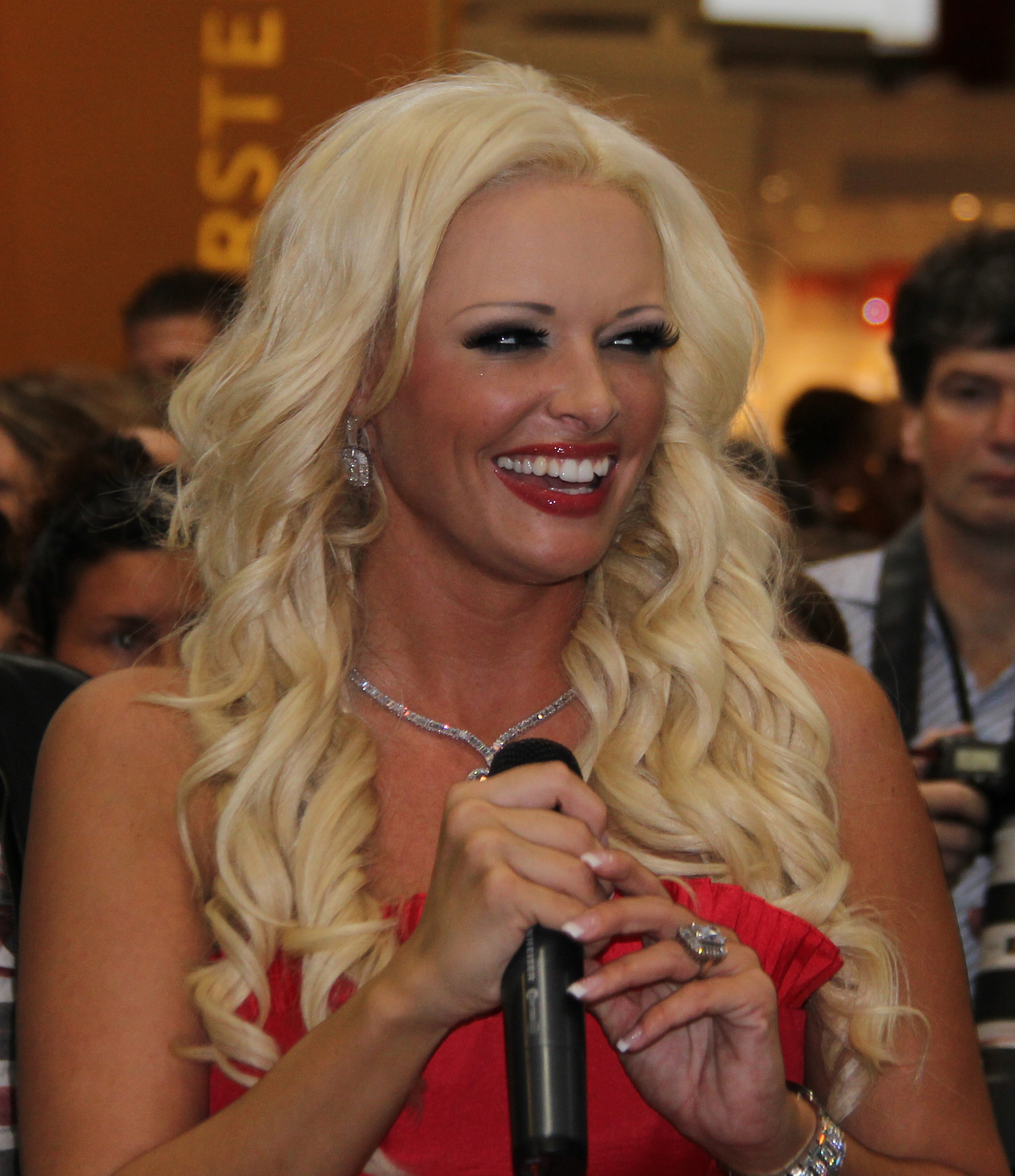
Katzenberger à la Foire du livre de Francfort en 2011.
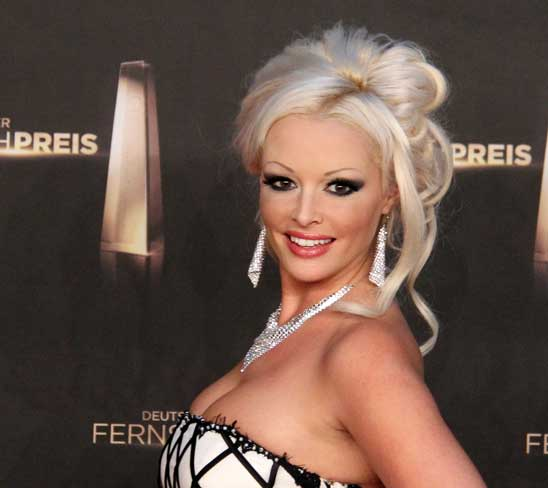
Daniela Katzenberger lors de la cérémonie des Prix de la télévision allemande à Cologne en 2012.
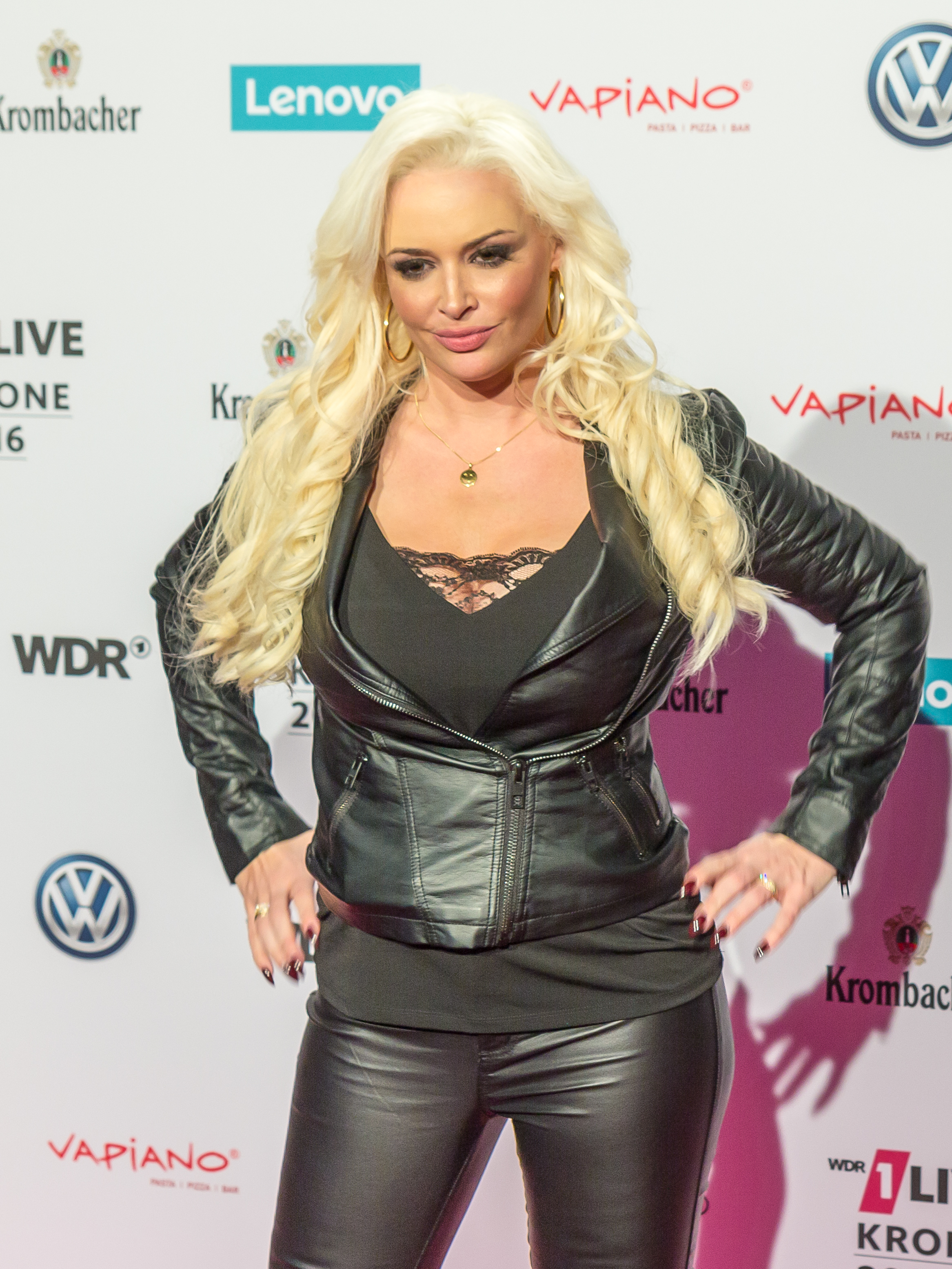
Daniela Katzenberger à la cérémonie des 1 Live Krone 2016 à Bochum.

### Produits et campagnes de publicité
En 2010, Daniela Katzenberger apparaît dans des spots publicitaires radiophoniques, télévisés et en ligne du service de liaison téléphonique 118000 (de),,,. En avril 2011, elle pose nue pour une campagne de l'organisation animaliste PETA contre la production de manteaux de fourrure et pour la stérilisation des chats,,. À partir de septembre 2011, elle apparaît dans une campagne publicitaire de la chaîne de magasins d'ameublement Poco Domäne (de),, ; elle y apparaît jusque début 2017.
En janvier 2012, elle commercialise sa propre collection de chaussures rose bonbon en partenariat avec les marques Romika (de) et Ladystar,,,. En août 2012, elle met sur le marché sa collection d'accessoires de bain en partenariat avec Wenko (de),. Après avoir présenté son premier parfum à Stuttgart en août 2012, elle lance son deuxième parfum en collaboration avec la chaîne de magasins Müller (de) en février 2013[réf. nécessaire]. En juillet 2013, l'éditeur de jeux vidéos Upjers (de) lance le jeu en ligne My Café Katzenberger, où chaque joueur peut arranger le Café Katzenberger de Majorque comme bon lui semble,.
À partir d'octobre 2015, Katzenberger assure la publicité de la marque de bonnets LionBrands basée à Kirchheim unter Teck en Bade-Wurtemberg ; en janvier 2016, la marque sort une collection à son effigie[réf. nécessaire]. Katzenberger collabore ensuite avec le fabricant de bougies JuwelKerze, et le programme minceur BodyChange. En mai 2016, elle lance sa propre application mobile nommée Love and Style, où sont rassemblés ses dernières publications sur les réseaux sociaux ainsi que les produits issus de ses collaborations avec différentes marques,. En juin 2018, Katzenberger met sur le marché sa collection de vêtements de sport réalisée en collaboration avec la marque Uncle Sam. Celle-ci est d'abord commercialisée par le groupe Lidl,, puis par le groupe Kaufland à partir de mars 2019.

### Vie privée

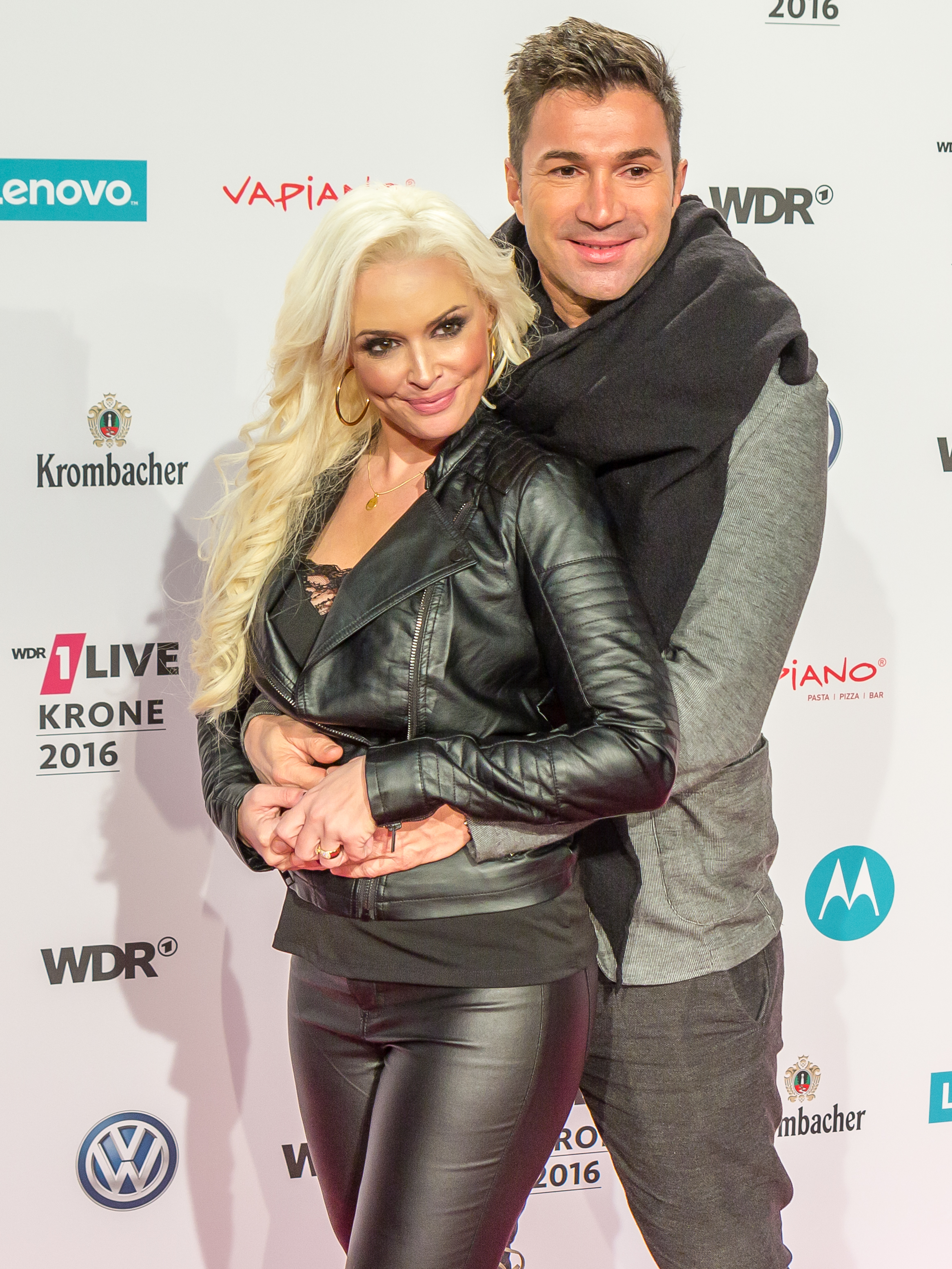
Daniela Katzenberger et son mari Lucas Cordalis à la cérémonie des 1 Live Krone 2016

Début 2014, Daniela Katzenberger entame une relation avec le chanteur Lucas Cordalis (de), qu'elle a rencontré à Dubaï,. Elle met au monde leur première fille Sophia par césarienne, le 20 août 2015 à Worms,. Le couple se fiance en octobre 2015, puis se marie en la chapelle catholique Saint-Pierre (de) le 4 juin 2016 au sommet du Petersberg (de) à Königswinter. La cérémonie est retransmise en direct à la télévision, dans une émission présentée par Jana Ina et Giovanni Zarrella (de) et regardée par près de 2,6 millions de téléspectateurs. Après avoir vécu dans l'ancienne résidence des beaux-parents Ingrid et Costa Cordalis en Forêt-Noire, le couple emménage en 2016 à Majorque. Lors du Maranthon de charité de RTL (de) en 2016, la robe de mariage de Katzenberger est vendue aux enchères à 7 000 euros ; les fonds sont reversés à l'association United Charity (de).
Katzenberger ne pratique aucune religion. Elle fait toutefois baptiser sa fille Sophia en décembre 2015 dans une église catholique. Elle maîtrise le dialecte palatin et le transmet à sa fille,,.
Sa fortune est stimée à plus de 4 millions d'euros,.

## Image publique
Katzenberger est connue pour sa longue chevelure blond platine et son recours à la chirurgie esthétique. Après s'être fait poser des implants mammaires en 2010, elle subit une deuxième opération en mai 2021,. Elle est souvent qualifiée dans les médias de « blonde culte » (Kult-Blondine). En 2011, Katzenberger est placée 8e sur la liste des « Femmes les plus sexy de l'année » du magazine masculin FHM, avec avoir posé nue pour le magazine,. Parmi les modèles qui l'ont influencée, Katzenberger cite Verona Pooth.
Dans le magazine Stern, le journaliste Bernd Gäbler (de) décrit Daniela Katzenberger comme l'exemple typique d'un phénomène de la télévision-déchet (en) des années 2010. Selon lui, l'adhésion au phénomène Katzenbeger ne requiert aucune identification ; au contraire, tous peuvent se reconnaître en elle puisque « c'est du white trash, cela n'a aucun goût, c'est bon marché. » Il affirme que Katzenberger est un produit-type de l'économie de l'attention exploitée par les médias, notamment avec le Café Catzenberger de Majorque, fréquenté par les fans de la personnalité, qui alimentent à leur tour sa célébrité : « les médias peuvent encore en rajouter, le cirque médiatique devient un phénomène quotidien. » Gäbler qualifie l'« effet Katzenberger » de « machine médiatique », qui tient selon lui uniquement au « talent manipulatoire de l'exhibition publique » et « au mode de fonctionnement ambivalent des médias, qui consiste à créer des mondes factices pour les décrypter ensuite ». Dans l'étude Hohle Idole publiée par la Fondation Otto-Brenner, Gäbler compare l'histoire de Katzenberger à celle de Cendrillon : « il s'agit de l'ascension dans le système de l'économie de l'attention, dans lequel elle n'entre ni par ses mérites ni par ses capacités. [...] Son personnage et son image de marque se sont ainsi développés sous l'apparence d'un récit biographique. » Gäbler qualifie Katzenberger de « figure de ralliement » (Anschlussfigur), qui jette l'œil du spectateur dans le monde des médias et de la marchandisation de soi. Il affirme en conclusion que Katzenberger « ne possède aucune capacité ni qualification méritoire ».
En 2010, la Süddeutsche Zeitung décrit Katzenberger :

« Daniela Katzenberger est l'écran de projection d'un nouveau rêve de petite fille, qui consiste à partir du néant absolu pour devenir célèbre et peut-être même millionnaire — et ce en claquant des doigts, sans avoir à se retrouver à faire la plonge pendant ses études, car cela pourrait évidemment délaver le vernis d'un de vos ongles. Katzenberger est admirée, car elle donne sûrement une image fidèle d'elle-même — et bien que cela ne soit pas beaucoup, cela suffit à beaucoup de monde. Elle est comme la copine du programme de Mario Barth : un peu superficielle et égocentrique, finaude et pas désagréable — toujours dans la légèreté, jamais dans la sensualité. »

— Süddeutsche Zeitung, 23 décembre 2010
David Denk, rédacteur de la Tageszeitung, « Malgré tout, il m'est difficile de rejeter en bloc la personne de Daniela Katzenberger — du moins, de la rejeter aussi catégoriquement que le phénomène de white trash qu'elle est devenue. Cela tient à son apparence bizarre — j'ai oublié de mentionner le sourcil de clown tatoué sur son front — ; en fait, son bon sens et son don de la répartie la rendent sympatique. »

## Filmographie (télévision)
- 2009 : Auf und davon – Mein Auslandstagebuch (de) sur VOX
- 2010 : Goodbye Deutschland! Die Auswanderer (de) sur VOX
- 2010 : Das perfekte Promi-Dinner (de) sur VOX
- 2010–2013 : Daniela Katzenberger – natürlich blond (de) sur VOX
- 2012 : Alerte Cobra sur RTL (dans l'épisode Hundstage)
- 2014 : Landesschau (de) sur SWR
- 2014 : Frauchen und die Deiwelsmilch (de) (téléfilm sur Das Erste)
- depuis 2015 : Daniela Katzenberger sur RTLZWEI
- 2016 : Dance Dance Dance (de) sur RTL (en duo avec Lucas Cordalis (de))
- 2016 : Daniela Katzenberger – Mit Lucas im Weihnachtsfieber sur RTLZWEI
- 2016 : Oberaffengeil sur RTLZWEI
- 2016 : Die ultimative Chartshow (de) sur RTL
- 2017 : Daniela und Lucas – Der erste Hochzeitstag sur RTLZWEI
- 2017 : Promi Shopping Queen (de) sur VOX
- 2017 : Traumhochzeit zum Schnäppchenpreis sur RTLZWEI
- 2017 : 3 Boxen – dein Style sur RTLZWEI
- 2017 : Riverboat sur MDR
- 2018 : Wie im Märchen – Die schönsten royalen Hochzeiten aller Zeiten sur RTL
- 2018 : Traumhochzeiten – Stars, Royals und die große Liebe sur WDR
- 2018 : Die Martina Hill Show (de) sur Sat.1
- 2020 : saison 3 de The Masked Singer sur ProSieben (en duo avec Lucas Cordalis (de))
- 2022 : Katzenberger @Work - Gülle statt Glamour sur Discovery Plus

## Discographie

### Album studio
- 2016 : Frohe Weihnachten (avec Lucas Cordalis (de))

### Singles
- 2010 : Nothing’s Gonna Stop Me Now
- 2016 : I Wanna Be Loved by You (avec Lucas Cordalis)
- 2018 : Jealous Guy
- 2020 : 1, 2, 3 Family (avec Lucas Cordalis)
- 2020 : Verflixtes 7. Jahr (avec Lucas Cordalis)
- 2022 : Wir haben uns sowas von verdient (avec Lucas Cordalis)
- 2022 : In der Weihnachtsbäckerei (avec Lucas Cordalis)
- 2023 : So bin ich und so bleib ich

## Récompenses
- 2011 : LIMA-Awards dans la catégorie « Marque de l'année » (Brand/VIP Sport Brand des Jahres)
- 2011 : Prix de télévision de 8.Quotenmeter.de dans la catégorie « Meilleure émission de téléréalité » pour l'émission Daniela Katzenberger – natürlich blond
- 2011 : Bravo Otto d'argent de la Star féminine de la télévision
- 2012 : Bravo Otto d'argent de la Star féminine de la télévision

## Ouvrages publiés
- (de) Sei schlau, stell dich dumm [« Sois intelligente, fais-toi bête ! »], Cologne, Bastei Lübbe, 2011, 208 p. (ISBN 978-3-404-60669-6, OCLC 1285743129)
- (de) Katze küsst Kater: Mein Buch über die Liebe [« La chatte embrase le chat : mon livre sur l'amour »], Cologne, Bastei Lübbe, 2013, 240 p. (ISBN 978-3-404-60755-6, OCLC 1074826080)
- (de) Eine Tussi wird Mama: Neun Monate auf dem Weg zum Katzenbaby [« Une gonzesse devient maman : neuf mois sur le chemin du bébé-chat »], Kulmbach, Plassen Verlag, 2015, 240 p. (ISBN 978-3-86470-343-0, OCLC 918615141)
- (de) Eine Tussi sagt „Ja!“ Auf Katzenpfoten zum Traualtar [« Une gonzesse dit « oui ! » : la chatte pose ses pattes sur l'autel du mariage »], Kulmbach, Plassen Verlag, 2016, 205 p. (ISBN 978-3-86470-382-9, OCLC 953448477)
- (de) Eine Tussi speckt ab: Tipps, Tricks und das perfekte Katzenfutter für die Traumfigur [« Une gonzesse perd du poids : conseils, astuces et alimentation parfaite pour un corps de rêve »], Kulmbach, Plassen Verlag, 2017, 206 p. (ISBN 978-3-86470-460-4, OCLC 964675290)
- (de) Die Mutti-Mafia kann mich mal... gernhaben: Mein Leben zwischen Kuscheltieren und Highheels [« La mafia des mamans me le rendra ! Ma vie entre les peluches et les talons hauts »], Kulmbach, Plassen Verlag, 2020, 220 p. (ISBN 978-3-86470-675-2, OCLC 1128104544)
- (de) Die Katze kocht! [« La chatte cuisine ! »], Munich, Gräfe und Unzer, 2020, 160 p. (ISBN 978-3-8338-7557-1, OCLC 1153484668)